# Білицька міська рада
Білицька міська́ ра́да — орган місцевого самоврядування у складі Добропільської міської ради Донецької області. Адміністративний центр — місто Білицьке.

## Загальні відомості
- Населення ради: 11879 осіб (станом на 2001 рік)

## Населені пункти
Міській раді підпорядковані населені пункти:
- м. Білицьке
- смт Водянське

## Склад ради
Рада складається з 30 депутатів та голови.
- Голова ради: Заварзін Олександр Тихонович
- Секретар ради: Іванова Тетяна Віталіївна

### Керівний склад попередніх скликань
| ПІБ                          | Основні відомості                                                       | Дата обрання | Дата звільнення |
| ---------------------------- | ----------------------------------------------------------------------- | ------------ | --------------- |
| Заварзін Олександр Тихонович | Міський голова, 1961 року народження, освіта вища                       | 26.03.2006   | 31.10.2010      |
| Заварзін Олександр Тихонович | Міський голова, 1961 року народження, освіта вища, член Партії регіонів | 31.10.2010   |                 |

Примітка: таблиця складена за даними джерела

### Депутати
За результатами місцевих виборів 2010 року депутатами ради стали:

#### За суб'єктами висування
| Суб'єкт висування           | Кількість обраних депутатів | %  |
| --------------------------- | --------------------------- | -- |
| Партія регіонів             | 27                          | 90 |
| Комуністична партія України | 3                           | 10 |

#### За округами
| № округу                    | Прізвище, ім'я, по батькові    | Дата визнання обраним | Освіта         | Партійна приналежність            | Відомості про обраного депутата                                                                                     |
| --------------------------- | ------------------------------ | --------------------- | -------------- | --------------------------------- | --- |
| Комуністична партія України |                                |                       |                |                                   | |
| б/м                         | Єфремов Сергій Володимирович   | 01.11.2010            | Освіта вища    | член Комуністичної партії України | Виробничий підрозділ "Шахта «Білицька» Державне підприємство "Добропіллявугілля, машиніст підйому                   |
| б/м                         | Дуюн Володимир Олександрович   | 01.11.2010            | Освіта вища    | позапартійний                     | ВАТ "Центральна збагачувальна фабрика «Октябрська», слюсар                                                          |
| б/м                         | Акулов Іван Олександрович      | 01.11.2010            | Освіта вища    | член Комуністичної партії України | Фізична особа Романенко М. М., завідувач складу                                                                     |
| Партія регіонів             |                                |                       |                |                                   | |
| б/м                         | Іванова Тетяна Віталіївна      | 01.11.2010            | Освіта вища    | член Партії регіонів              | Білицька міська рада, головний спеціаліст                                                                           |
| б/м                         | Романенко Микола Миколайович   | 01.11.2010            | Освіта вища    | член Партії регіонів              | приватний підприємець                                                                                               |
| б/м                         | Міщенко Сергій Петрович        | 01.11.2010            | Освіта вища    | член Партії регіонів              | ВАТ "Центральна збагачувальна фабрика «Октябрська», заступник директора                                             |
| б/м                         | Воротиленко Ніна Тихонівна     | 01.11.2010            | Освіта вища    | член Партії регіонів              | Будинок культури імені Т. Г. Шевченко, директор                                                                     |
| б/м                         | Тагамлик Ганна Василівна       | 01.11.2010            | Освіта вища    | член Партії регіонів              | приватний підприємець                                                                                               |
| б/м                         | Ярош Ігор Аркадійович          | 01.11.2010            | Освіта вища    | член Партії регіонів              | приватний підприємець                                                                                               |
| б/м                         | Кушнір Володимир Васильович    | 01.11.2010            | Освіта вища    | член Партії регіонів              | Виробничий підрозділ "Шахта «Білицька» Державне підприємство «Добропіллявугілля», головний інженер                  |
| б/м                         | Зубкова Вікторія Анатоліївна   | 01.11.2010            | Освіта вища    | член Партії регіонів              | пенсіонер |
| б/м                         | Дячишин Олександр Антонович    | 01.11.2010            | Освіта середня | член Партії регіонів              | Виробничий підрозділ "Шахта «Білицька» Державне підприємство «Добропіллявугілля», бригадир прохідницької бригади    |
| б/м                         | Шрейдер Володимир Анатолійович | 01.11.2010            | Освіта вища    | член Партії регіонів              | приватний підприємець                                                                                               |
| б/м                         | Скрипник Сергій Васильович     | 01.11.2010            | Освіта вища    | член Партії регіонів              | Виробничий підрозділ "Шахта «Білицька» Державне підприємство «Добропіллявугілля», заступник начальника дільниці втб |
| б/м                         | Савчук Валентина Володимирівна | 01.11.2010            | Освіта вища    | член Партії регіонів              | КЛПЗ «Білицька міська лікарня», бухгалтер                                                                           |
| 1                           | Чирва Віктор Володимирович     | 01.11.2010            | Освіта вища    | член Партії регіонів              | Виробничий підрозділ "Шахта «Білицька» Державне підприємство «Добропіллявугілля», головний маркшейдер               |
| 2                           | Губа Григорій Іванович         | 01.11.2010            | Освіта вища    | член Партії регіонів              | Білицька музична школа, заступник директора                                                                         |
| 3                           | Вороніна Ганна Іванівна        | 29.08.2011            | Освіта вища    | член Партії регіонів              | Білицька загальноосвітня школі I-III ступенів № 9, вчитель фізики і математики                                      |
| 4                           | Акімова Лідія Федосіївна       | 01.11.2010            | Освіта вища    | член Партії регіонів              | пенсіонер |
| 5                           | Федоренко Юрій Іванович        | 01.11.2010            | Освіта вища    | член Партії регіонів              | Виробничий підрозділ «Шахта „Білицька“ ДП „Добропіллявугілля, заступник директора з охорони праці                   |
| 6                           | Галушка Анатолій Аврамович     | 01.11.2010            | Освіта вища    | член Партії регіонів              | ВАТ“ Завод Точмаш», начальник цеху № 83                                                                             |
| 7                           | Шадріна Світлана Іванівна      | 01.11.2010            | Освіта вища    | член Партії регіонів              | загальноосвітня школа № 10, заступник директора з виховної роботи                                                   |
| 8                           | Куліш Тетяна Олександрівна     | 01.11.2010            | Освіта вища    | член Партії регіонів              | загальноосвітня школа № 10, заступник директора з навчально — виховної роботи                                       |
| 9                           | Шевченко Тамара Пантеліївна    | 01.11.2010            | Освіта середня | член Партії регіонів              | пенсіонер |
| 10                          | Кушнир Анатолій Федорович      | 01.11.2010            | Освіта вища    | член Партії регіонів              | ВП "Шахта «Білицька» ДП "Добропіллявугілля, голова профспілки                                                       |
| 11                          | Глущенко Олена Петрівна        | 01.11.2010            | Освіта вища    | член Партії регіонів              | Білицький будинок-інтернат для ветеранів та інвалідів, заступник директора                                          |
| 12                          | Чала Галина Іванівна           | 01.11.2010            | Освіта середня | член Партії регіонів              | пенсіонер |
| 13                          | Коцар Віктор Миколайович       | 01.11.2010            | Освіта вища    | член Партії регіонів              | загальноосвітня школа № 10, директор                                                                                |
| 14                          | Павлова Валентина Йосипівна    | 01.11.2010            | Освіта вища    | член Партії регіонів              | Білицька міська лікарня, лікар                                                                                      |
| 15                          | Пихтя Валерій Михайлович       | 01.11.2010            | Освіта вища    | член Партії регіонів              | ВП "Шахта «Білицька» ДП "Добропіллявугілля, начальник дільниці                                                      |